# Liste d'écrivains québécois par ordre alphabétique (E)
Pour un article plus général, voir Littérature québécoise.
| Nom               | Naissance | Décès | Genre(s) littéraire(s) | Œuvre(s) majeure(s) | Prix |
| Normande Élie     |           |       |                        |                     |      |
| Robert Élie       |           |       |                        |                     |      |
| Louis Émond       | 1957      |       |                        |                     |      |
| Louis Émond       | 1969      |       |                        |                     |      |
| Gloria Escomel    |           |       |                        |                     |      |
| Jean Éthier-Blais |           |       |                        |                     |      |
| Gérard Étienne    |           |       |                        |                     |      |